# San Juan Bautista (Andrea del Sarto)
San Juan Bautista (conocido también como San Giovannino, literalmente San Juanito) es un óleo sobre tabla (94x68 cm) del pintor manierista italiano Andrea del Sarto. Se calcula que se pintó hacia 1523 y se expone en la Galería Palatina del Palacio Pitti de Florencia.

## Historia
Giorgio Vasari en su obra Las vidas de los más excelentes arquitectos, pintores y escultores italianos citó dos obras de Del Sarto con el tema de San Juanito pintado a media figura. Una, la llevó a cabo por encargo del mercader y banquero Giovan Maria Benintendi, quien luego se la donó al duque Cosme I, y es la que hoy se conserva en el Palacio Pitti. Otra estaba destinada al Gran Maestre de Francia, pero pronto fue vendida a Octaviano de Médici y quizá sea la que hoy se exhibe en el Museo de Arte de Worcester.
La obra de Del Sarto estaba destinada a una antecámara del palacio de Benintendi, en la que también se encontraban otras obras importantes como el Bautismo de Cristo y la Leyenda del hijo del rey muerto, ambas de Bacchiacca; una Betsabé en el baño de Franciabigio y la Adoración de los Magos de Pontormo. Posteriormente, este conjunto pictórico se dispersó. En la Galería de Pinturas de los Maestros Antiguos de Dresde se pueden ver la obra de Franciabigio y la Leyenda de Bachiacca; en la Gemäldegalerie de Berlín está el Bautismo de Bacchiacca y solo permanecen en Florencia las obras de Pontormo y Del Sarto (ambas en la Galería Palatina de Florencia, pero expuestas en salas diferentes).
El San Juan de la Galería Palatina aparece ya consignado, con el nombre del donante, en la Guardaroba medicea (el archivo oficial de los bienes muebles de los Médici) de 1553 y en los inventarios de 1589 en adelante. Se expone en la Sala de Júpiter del palacio al menos desde 1828.

## Descripción y estilo
Se representa al personaje en media figura y como un adolescente en pose heroica, retratado sobre el modelo de las esculturas clásicas. El rostro, concebido como un retrato, mira intensamente un punto a la izquierda, como detenido en un instante (al modo del David de Miguel Ángel), como un precedente de las figuras típicas de Caravaggio. La mandíbula es cuadrada y robusta, los labios carnosos, la nariz recta, los ojos expresivos y los cabellos, caprichosamente hirsutos. Lleva una piel de camello atada a la espalda, recogida a la altura de la cintura, y muestra el pecho y los brazos desnudos. También lleva con manto de color rojo intenso. En la mano derecha porta un cuenco para bautizar y, en la izquierda, un papel enrollado (alusión a su mensaje Ecce Agnus Dei). En primer plano, abajo a la derecha, se ve una cruz sencilla compuesta por cañas atadas. 
Es notable la fusión entre la plasticidad escultórica miguelangelesca, el sfumato leonardesco y la delicadeza clásica que remite al estilo de Rafael.